# Oleksandr Syrota
Oleksandr Syrota (Kiev, 11 de junio del 2000) es un futbolista ucraniano que juega de defensa en el F. C. Dinamo de Kiev de la Liga Premier de Ucrania. Es internacional con la selección de fútbol de Ucrania.

## Trayectoria
Syrota comenzó su carrera deportiva en el F. C. Dinamo de Kiev de la Liga Premier de Ucrania, con el que debutó el 4 de julio de 2020 frente al Shakhtar Donetsk.
El 14 de septiembre de 2021 hizo su debut en la Liga de Campeones de la UEFA, en un partido frente al S. L. Benfica.[cita requerida]
El 11 de julio de 2024 fue cedido al Maccabi Haifa F. C.

## Selección nacional
Syrota fue internacional sub-17 y sub-21 con la selección de fútbol de Ucrania, antes de convertirse en internacional absoluto el 8 de septiembre de 2021, en un amistoso frente a la selección de fútbol de la República Checa.

## Clubes
| Club                         | País    | Año       |
| ---------------------------- | ------- | --------- |
| F. C. Dinamo de Kiev         | Ucrania | 2019-act. |
| Maccabi Haifa F. C. (cedido) | Israel  | 2024-2025 |

## Palmarés

### Títulos nacionales
| Título                  | Club                 | País    | Año  |
| ----------------------- | -------------------- | ------- | ---- |
| Liga Premier de Ucrania | F. C. Dinamo de Kiev | Ucrania | 2021 |
| Copa de Ucrania         | F. C. Dinamo de Kiev | Ucrania | 2021 |